# 中華民國刑法
《中華民國刑法》是中華民國的刑事法典，又稱普通刑法，分為總則與分則兩編。該法為實體法（相較於程序法而言），規定了國家刑罰權發動的實體要件。該法為普通法（相較於特別法而言），針對同一事項若他法有特別規定則優先適用他法之規定。原則上該法總則部份的規定適用於所有中華民國法律的刑事規定（其他法律的刑事規定稱附屬刑法），在分則的部份則列舉了基本的刑事處罰規定。

## 歷史
民國元年（1912年）三月十日袁世凱總統頒行《暫行新刑律》，是中華民國成立後的首部刑法，現行中華民國刑法稱為「刑律」。民國十七年九月一日施行的刑法，現行刑法稱為「舊刑法」。

## 內容

### 總則編
刑法總則編學說上一般分為犯罪論與競合論以及刑罰論：犯罪論處理的是確定犯罪行為人所為是否符合犯罪的法律要件，刑罰論則探究依法應施以何等制裁的法律效果，而競合論是銜接兩者的橋樑，釐清「罪與罪」及「刑與刑」的關係。
犯罪論的內容大致上包含了構成要件該當性、違法性、罪責（有責性）、犯罪之階段（預備、未遂、既遂）、正犯與共犯、作為與不作為等。
競合論則規定了犯罪時行為單複數的競合關係，有法條競合（一行為觸犯多項罪名，而侵害一法益，擇一最適當之罪論處）、想像競合（一行為觸犯多項罪名，而侵害數法益，擇最重之罪論處）、實質競合（多行為觸犯多罪名，為數罪併罰，執行刑為最高單一罪刑至宣告刑總和），目的在對犯罪行為人的所有犯行，作出充分而不過度、不重複的評價。
刑罰論主要包含了刑罰與保安處分的種類、適用與執行，可參見刑罰、保安處分。

### 分則編
刑法分則編列舉了諸如竊盜、殺人等罪名，並針對各罪內容特別規定。學說上一般把刑法分則按照侵害法益的不同分為國家法益、社會法益和個人法益數部份；在個人法益方面又常再細分為生命、身體、自由、名譽和財產等高低位階。
各罪名參見犯罪。

## 爭議法條

### 第141-1條（藐視國會罪－宣告違憲）
立法院於2024年5月28日通過增訂《中華民國刑法》第141-1條藐視國會罪，規定「公務員於立法院聽證或受質詢時，就其所知之重要關係事項，為虛偽陳述者，處一年以下有期徒刑、拘役或二十萬元以下罰金。」後經行政院提出覆議駁回，立法院維持原決議，總統賴清德遂於6月24日聲請憲法法庭釋憲。憲法法庭於10月25日宣告該條規定之立法目的難謂正當，況以刑罰追究政治責任違反比例原則，認此部分與《中華民國憲法》保障人身自由之意旨有違，故失其效力。

### 第235條（散布猥褻物品罪，釋憲後限縮構成條件解釋）
1999年《出版法》廢除後，《刑法》第235條及《兒童及少年性交易防制條例》第29條，成為台灣對於色情書刊的主要適用法規，但由於法規中對於猥褻的定義過於模糊且主觀，被認為不符合「罪刑法定主義」，而會侵害出版自由與言論自由。1996年先有407號釋憲，將猥褻出版品定義為「一切在客觀上，足以刺激或滿足性慾，並引起普通一般人羞恥或厭惡感而侵害性的道德感情，有礙於社會風化之出版品」。
但在2003年，發生國立中央大學性/別研究室召集人何春蕤教授，因在網站中放人獸交照片連結，而被提起公訴，而後宣判無罪的事件，2004年又發生同志書店晶晶書庫進口香港男性裸體雜誌，負責人賴正哲依刑法235條被判拘役50天的事件，加上當時研議中的出版品及錄影節目帶分級辦法，依照刑法235條制定了禁止販售的踰越限制級，引起是否以分級之名行禁書之實的討論，因此2006年2月，多個民間團體成立「廢刑235行動聯盟」，並聲請釋憲。2006年10月26日，大法官做出《司法院釋字第617號解釋》，雖未判定違憲，但卻對猥褻做出進一步的限縮與解釋，包括「含有暴力、性虐待或人獸交等而無藝術性、醫學性或教育性」及「其他客觀上足以刺激或滿足性慾，而令一般人感覺不堪呈現於眾或不能忍受而排拒之猥褻資訊或物品，未採取適當之安全隔絕措施，使一般人得以見聞者」。

### 第239條（通姦罪－宣告違憲失效）
2020年5月29日，司法院大法官於做出釋字第791號解釋，宣佈《中華民國刑法》第239條通姦罪及《刑事訴訟法》第239條但書「對於配偶撤回告訴者，其效力不及於相姦人」規定違反《中華民國憲法》，立即失效。

### 第304條（強制罪）
2013年，由於在苑裡反瘋車事件中，有許多抗議者採靜坐方式表達訴求，卻被依強制罪起訴並判決成立，引發法界質疑是否違反憲法保障的言論自由及集會遊行自由，並於2014年1月7日以此議題舉辦「靜坐，強制？ 公民抗議的憲法保障與法律界線」研討會。

### 第310條（誹謗罪－宣告合憲）
2000年7月7日，司法院大法官作成並公佈釋字第509號解釋，宣告刑法第310條誹謗罪規定與憲法保障言論自由之意旨不牴觸，並援引美國最高法院所創設的「真實惡意原則」，指出「行為人雖不能證明言論內容為真實，但依其所提證據資料，認為行為人有相當理由確信其為真實者，即不能以誹謗罪之刑責相繩」對該罪構成要件進行實質上的限縮解釋。另在2023年6月9日憲法法庭112年憲判字第8號判決，再次宣告誹謗罪合憲，並補充釋字第509號解釋，釐清「真實性抗辯條款」的適用範圍及具體操作方法，如行為人於言論發表前經合理查證，即合於不罰要件，且縱使合理查證程序所取得的證據資料並非真正，如行為人就不實證據資料的引用，沒有明知或重大輕率的惡意情事者，仍應不罰。

## 註解
1. ↑  《兒童及少年性交易防制條例》於2015年2月4日公布修正全文並更名為《兒童及少年性剝削防制條例》。

## 參閲
- 刑法學
- 刑事法
- 六法全書
- 中華民國刑事訴訟

## 外部連結
- 维基文库中的相關文獻：中華民國刑法